# مبارك شهر
مبارك شهر هي مدينة في مقاطعة ملكان، إيران. عدد سكان هذه المدينة هو 3,661 في سنة 2006.